# Zissel

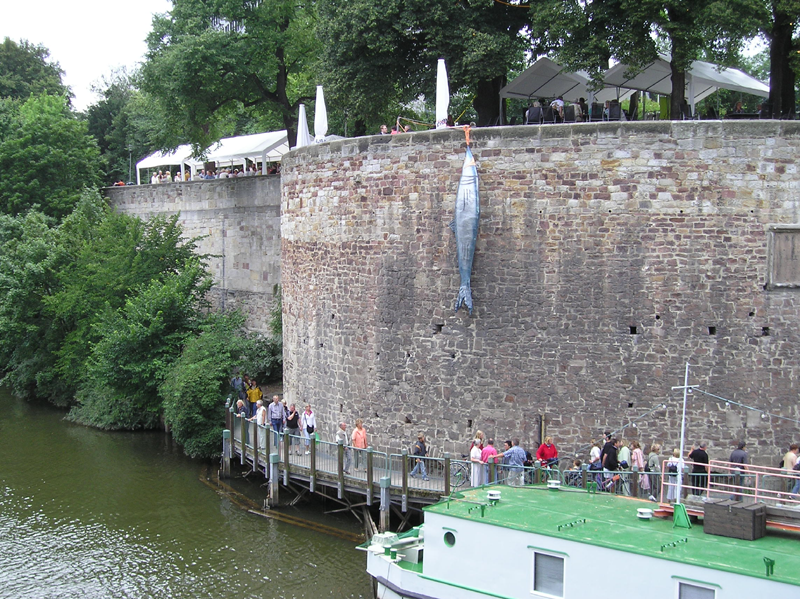
Das Zissel-Wahrzeichen am Rondell: „D'r Häring hängt!“ (2005)

Der Zissel ist ein Volksfest der Stadt Kassel (Nordhessen, Deutschland). Er wird als Das große nordhessische Heimat- und Wasserfest bezeichnet.

## Überblick
Seit 1926 findet alljährlich am ersten Wochenende im August (Freitag bis Montag) der Kasseler Zissel statt.  Sein Kennwort lautet: „Fullewasser, Fullewasser - hoi hoi hoi“. Das Volksfest findet am Auedamm von der Drahtbrücke in Richtung Süden auf der so genannten Zisselmeile an der Fulda, auf dem Südteil der Karlswiese in der Karlsaue sowie an der Spitzhacke (von Claes Oldenburg zur documenta 6 geschaffenes Kunstwerk) statt. Auf dem Fest gibt es eine Bühne für Live-Musik, Getränke- und Essensbuden, Karussells, Los- und Schießbuden. Auch zwischen der Fulda- und Hafenbrücke, beispielsweise auf der Flussinsel Finkenherd, die sich am Walzenwehr an der Fulda befindet, und am Kasseler Hafen, der sich jenseits der Hafenbrücke ausbreitet, wird gefeiert.
Das Volksfest wird vom Verein „Zissel in Kassel“, dem Rechtsnachfolger der Zisselgilde und des Zissel Förderkreises, organisiert. Zisselkönigin, Zisselprinzessin und Fullenixe üben während des Volksfestes ihre Regentschaft aus. Symbol und Wahrzeichen des Zissels ist der Zisselhäring, der in einem feierlichen Zeremoniell zur Zissel-Eröffnung am Rondell aufgehängt wird. Der Ruf „Hier ist der Häring, hänge mer’n uff!“ bzw. „D'r Häring hängt!“ (Kasseläner Dialekt) kündet vom Festbeginn.

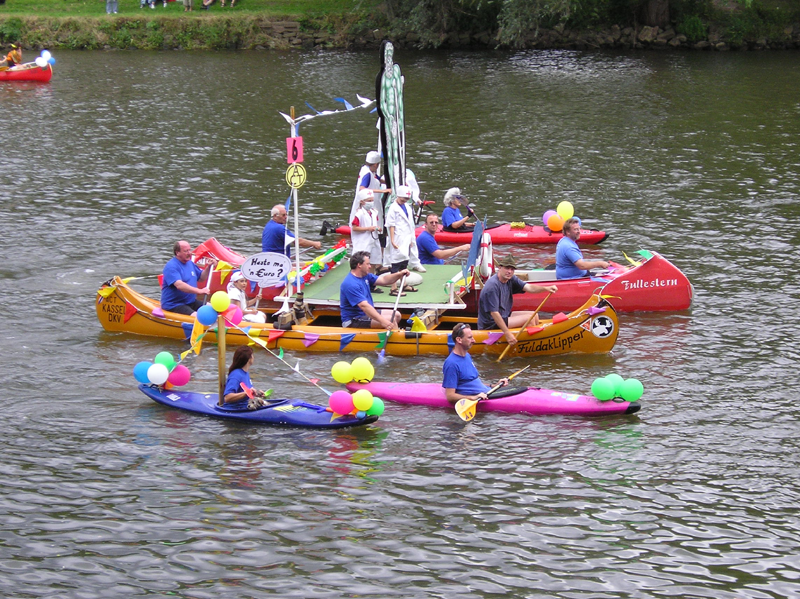
Wasserfestzug auf der Fulda (2005)

Der Höhepunkt des Zissels ist der Wasserfestzug, der am Sonntagmittag mit geschmückten Booten auf der Fulda stattfindet. Zuvor wird der Landfestzug veranstaltet, der durch Teile der Innenstadt bis zur Schlagd führt, einer Schiffsanlegestelle an der Fulda. Am Samstagabend findet das Fackelschwimmen auf bzw. in der Fulda statt. Zum Abschluss des Volksfestes wird am Montagabend ein Großfeuerwerk abgebrannt. Nach dem Ende eines jeden Zissels wird der Zisselhäring mit großem Zeremoniell abgehängt: 
 „Nun holt'n runner den Häring an der Schlagd – schwimm hinaus in alle Meere und verkünde, in 361 Tagen ist wieder Zissel in Kassel“.

## Namensherkunft
Das Wort Zissel kommt in keinem deutschen Wörterbuch vor. Sprachforscher haben versucht das Wort zu deuten. Ihre Bemühungen blieben aber bis heute erfolglos. So entstanden kuriose Deutungen: Die Ableitung von der slawischen Göttin Ciselborga und/oder dem römischen Märtyrer Cyriacus sollten dem Wort Zissel zu Grunde liegen, was aber keiner Prüfung standhält. Auch die Annahme, dass der Zissel seinen Ursprung von einem Erntedankfest der Fuldafischer hat, gehört in die Welt der Legenden. Möglicherweise stammt „zisseln“ aus dem Plattdeutschen: Geld verzisseln zum Fröhlich- und Lustigsein, so dass der Begriff Zissel für feierliche Aktivitäten und Lebensfreude steht.

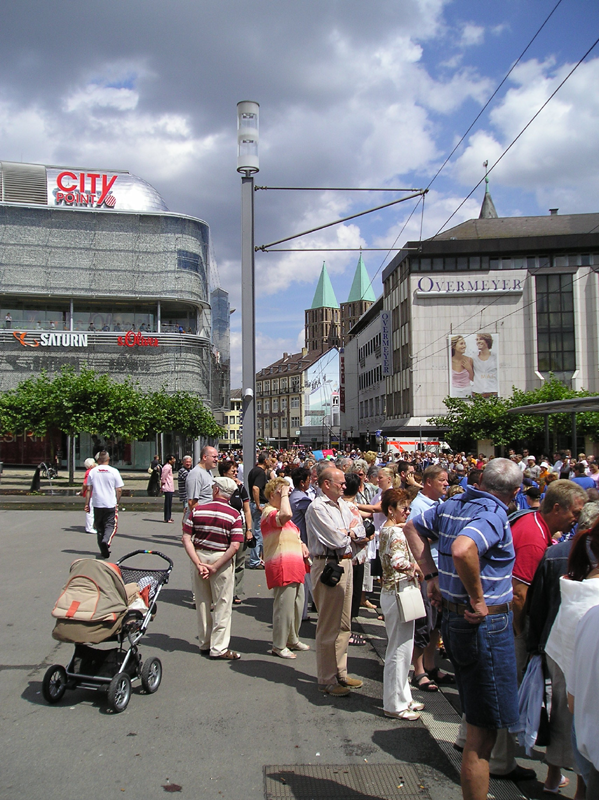
Zuschauer beim Landfestzug in Innenstadt auf Königsplatz (2005)

## Geschichte

### Der Anfang
Jeder wassersporttreibende Verein in Kassel feierte alljährlich sein eigenes Fest an den Ufern der Fulda und am Auedamm, eine Tradition zu Ehren des Flusses, die sich bis in das 15. Jahrhundert zurückverfolgen lässt.

### 1925 bis 1932
In dem Vereinsheim des Schützenhauses am Bleichenweg, nahe der alten Stadtschleuse, entstand 1925 bei einem Heringsessen von Stammtischbrüdern die Idee, gemeinsam mit Wassersportlern, dem Städtischen Flussbad, das damals entgegen dem heutigen Auebad direkt in der Fulda errichtet war, und der Stadt Kassel gemeinsam ein Volksfest zu veranstalten. Ein Heringsskelett wurde in einer Zigarrenkiste feierlich dem Wasser der vorbeifließenden Fulda übergeben, mit den Worten: „Schwimm in die Welt und verkünde allen in 365 Tagen ist in Kassel Zissel“. Somit entstand die Idee dieses Kasseler Volksfestes und der Zisselhäring wurde zu seinem Wahrzeichen.
Der Zissel war nun aus der Taufe geholt. Daher wurde ein Zisselrat aus Geschäftsleuten und Bediensteten der Stadt Kassel gebildet. Dazu kam auch eine Garde, die Zisselgarde, bestehend aus Vereinsmitgliedern, welche die Aufgabe hat, den Zisselrat während des Zissels symbolisch zu beschützen.
Auch noch von 1926 bis 1932, was in die Zeit der Weimarer Republik fällt, wurde der Zissel mit dem Zisselrat und der Zisselgarde überwiegend in den Häusern und auf den Geländen der zahlreichen Wassersportvereine an der Fulda gefeiert. Allerdings wurde bereits 1926 ein Strandfest am Flussbad und ein abendliches Feuerwerk veranstaltet.

### 1933 bis 1948
Als 1933 die Zeit des Nationalsozialismus begann, wurde der Zissel sofort in ein Heimatfest umbefohlen und zum Teil in die Kasseler Altstadt verlegt. Die Zisselgarde bestand jetzt aus SA-Männern, die mit nachempfundenen Uniformen der ehemaligen Kasseler Bürgergarde von 1831 und SA-Stiefeln marschierten, was auf alten Fotografien noch zu erkennen ist. Die Bürger Kassels feierten mit immer geringerer Beteiligung den Zissel. Selbst die Teilnahme am Wasser-Festzug ging rapide zurück, bis das Volksfest wegen des Zweiten Weltkriegs bis 1948 ausfiel.

### 1949 bis 1997
Nach dem Krieg, der Kassel in Schutt und Asche legte, taten sich zur Zeit der am 23. Mai 1949 neu gegründeten Bundesrepublik Deutschland alte und neue Zisselaner zusammen und beschlossen, ihren Zissel ab 1950 wieder in der ursprünglichen Art zu feiern, wobei die Veranstaltung auf den Geländen der Wassersportvereine an der Fulda stattfand. Ein maßgeblicher Antrieb kam von Akteuren des Wehlheider Hoftheaters; zu nennen sind: Willi Schmidt (Theater-Intendant), seiner Schwester Lizzi Bernhard, Walter Daume und Hermann Umbach (Theater-Inspizient).
Der Zisselrat bildete sich neu und die Zisselgarde wurde nun mit Jungen und Mädchen aus Kasseler Vereinen neu aufgestellt. In jüngster Zeit ist die Zisselgarde zu einer Nebensächlichkeit der Kasseler Show-, Tanz- u. Musikzug ARGE Zisselgilde geworden und als eigenständige Garde vollkommen verschwunden.
Als nach dem Zweiten Weltkrieg der völlig zerstörte Bereich der Unterneustadt, der sich direkt südlich der Fuldabrücke befand, nicht wieder aufgebaut und dieser ab 1950 in einen Messeplatz umgewandelt wurde, verlagerte sich dorthin im Lauf der Jahre und mit zunehmenden Maß das Hauptveranstaltungsgelände des Zissels mit den obig erwähnten Ständen, Karussells und Buden. Über die bereits 1870 eröffnete Drahtbrücke bestand bzw. besteht Verbindung zum jenseits der Fulda befindlichen Festgelände am Auedamm. 1984 wurde erstmals die Paul-Heidelbach-Medaille verliehen.

### Seit 1998
Da seit 1997 auf dem ehemaligen Messeplatz ein modernes Wohnviertel entsteht, musste das Hauptveranstaltungsgelände des Zissels ab 1998 zumindest vorerst auf den neu errichteten Messeplatz auf die Schwanenwiese verlegt werden, die sich in einer Flutmulde der Niederung der Fulda direkt südwestlich neben dem Platz der Deutschen Einheit befindet. Zumal aber die Entfernung zwischen diesem Platz und dem Festgelände am Auedamm sehr groß ist und sich die meisten Besucher insbesondere am Abend am Auedamm aufhalten, geriet der neu entstandene Messeplatz, der erstmals im September 1997 als solcher genutzt wurde, zumindest bezüglich des Zissels ins Hintertreffen. Daher musste ein neuer Ort für Stände, Karussells und Buden gefunden werden, so dass der unweit vom Auedamm liegende Südteil der Karlswiese in der Karlsaue bezüglich des Zissels zum neuen Messeplatz wurde. Im Jahr 2007 wurden die Vereine Zisselgilde e.V. sowie Zisselförderkreis e.V. durch einen Beschluss der beiden Mitgliederversammlungen am 24. Mai 2007 zu dem neuen Verein Zissel in Kassel e.V. verschmolzen. Auf Grund der Coronapandemie musste der Zissel im Jahr 2020 zum ersten Mal seit 1949 abgesagt werden, 2021 ebenfalls.

## Rahmenprogramm
Dies ist das alljährlich stattfindende Rahmenprogramm des Zissels, zu dem natürlich auch der große Vergnügungspark mit seinen Ständen, Karussells, Buden und Musik-Bühnen gehört:
Freitag:
- Um 14:00 Uhr: Beginn des Zissels mit der Eröffnung der Zisselmeile
- Um 18:00 Uhr: Krönung der Zisselkönigin, Zisselprinzessin und Fullenixe im Prinzessgarten am Auedamm und anschließend traditionsgemäßer Empfang des hessischen Ministerpräsidenten
- Nach Ministerpräsident-Empfang: Der Zisselhäring wird unter großem Spektakel am Rondell gehisst
- Abends: Zisselauftaktveranstaltungen in den Wassersport-Vereinen

Samstag:
- Tagsüber: Die Schausteller, Gastronomen und Vereine laden zu einem Besuch der Zisselmeile ein.
- Abends, bei Dunkelheit: Fackelschwimmen in bzw. auf der Fulda

Sonntag:
- Tagsüber: Festzüge – Landfestzug (Innenstadt), danach Wasserfestzug (Fulda)

Montag:
- Tagsüber: Betriebszissel auf der Zisselmeile
- Abends, bei Dunkelheit: Zisselfeuerwerk
- Um 23:00 Uhr: Abhängen des Zisselhärings am Rondell mit großem Ausklang-Zeremoniell

Außerdem laden beim Zissel die Wassersport-Vereine zum Tag der offenen Tür ein und es finden auch viele Sportveranstaltungen auf der Fulda und auf Vereinsplätzen statt.